# Epiplema carilla
Epiplema carilla är en fjärilsart som beskrevs av Druce 1892. Epiplema carilla ingår i släktet Epiplema och familjen Uraniidae. Inga underarter finns listade i Catalogue of Life.